# República federal

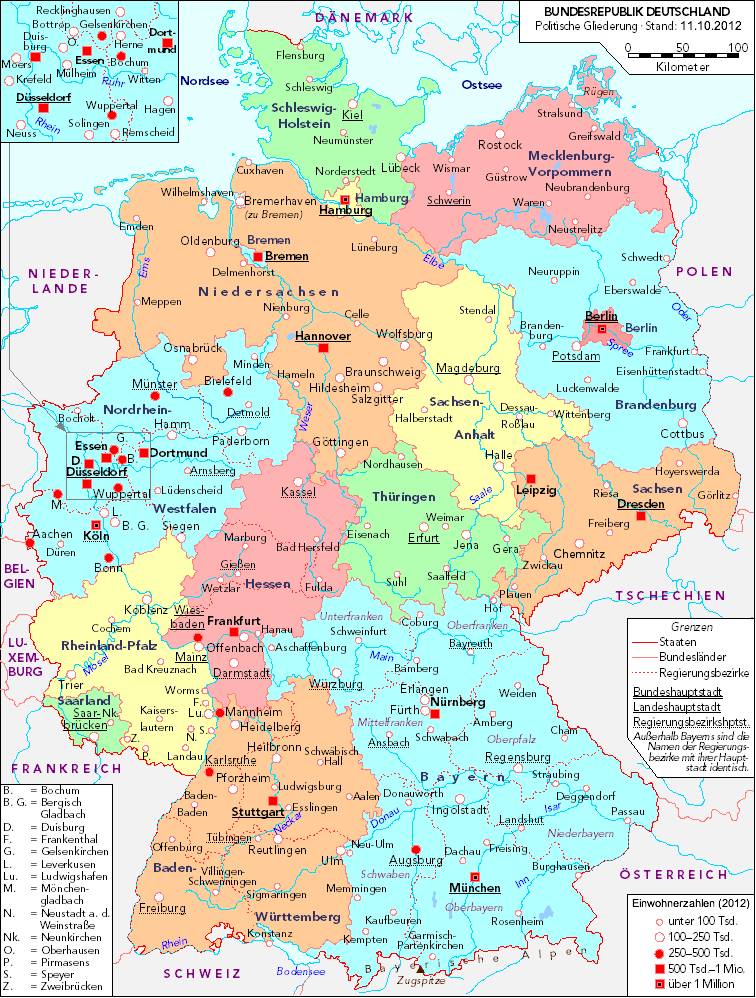
Mapa polític d'Alemanya amb les ciutats marcades per la seva població a partir de 2012

Una república federal, és un estat que és una federació i alhora una república. Una "república" és un estat on tots els governants i funcionaris públics han estat elegits democràticament i no pas per herència o designació d'una persona. En aquest sentit, les monarquies constitucionals o parlamentàries no són repúbliques per se, ja que el cap d'estat rep aquesta distinció de manera hereditària, encara que el cap de govern sigui elegit democràticament. Les repúbliques poden organitzar-se políticament com a repúbliques parlamentàries o repúbliques presidencialistes.
Una federació és un estat compost per un nombre de regions autònomes (usualment anomenades "estats"), unides per un govern central federal. En una federació l'autogovern de les regions autònomes (electe democràticament pels ciutadans de l'anomenada regió) està afirmat per una constitució pròpia i no pot ser revocat per una decisió unilateral del govern central.
Tres estats es descriuen a si mateixos explícitament com a repúbliques federals: la República Federal d'Alemanya, la República Federal de Nigèria i la República Federal Democràtica d'Etiòpia. Una variant d'aquest nom és "república federativa", que apareix al nom oficial del Brasil. Finalment, Mèxic i la Unió Americana es defineixen com a "estats units". No totes les federacions són repúbliques; per exemple Canadà i Austràlia tenen una monarquia constitucional federal, dividida en regions autònomes.

## Llista de Repúbliques Federals

### Contemporànies
| Federació              | Tipus                         | Subdivisions                      | Cap d'estat             |
| ---------------------- | ----------------------------- | --------------------------------- | ----------------------- |
| Alemanya               | República Federal             | Estats                            | President Federal       |
| Argentina              | República                     | Províncies                        | President               |
| Bòsnia i Hercegovina   |                               | República i federació             | Presidència (3 membres) |
| Brasil                 | República Federativa          | Estats                            | President               |
| Comores                | Unió                          | Illes semiautònomes               | President               |
| Estats Units d'Amèrica | Estats Units                  | Estats, territoris i dependències | President               |
| Etiòpia                | República Democràtica Federal | Regions i ciutats                 | President               |
| Índia                  | República                     | Estats i territoris               | President               |
| Mèxic                  | Estats Units                  | Estats                            | President               |
| Micronèsia             | Estats Federats               | Estats                            | President               |
| Nigèria                | República Federal             | Estats                            | President               |
| Rússia                 | Federació                     | Subjectes                         | President               |
| Suïssa                 | Confederació                  | Cantons                           | Consell Federal Suís    |
| Veneçuela              | República Bolivariana         | Estats                            | President               |

### Històriques
- Unió de Repúbliques Socialistes Soviètiques (nominalment, una federació)
- Províncies Unides d'Amèrica Central
- Iugoslàvia
- Txecoslovàquia
- Comunitat Polonesa
- Sèrbia i Montenegro

### Fictícies
- República Galàctica (Guerra de les Galàxies)
- Nova República (Guerra de les Galàxies)
- Federació Unida de Plantes (Star Trek)